# 扎恩·麥克拉農
扎恩·托基亞-古·麥克拉農（英語：Zahn Tokiya-ku McClarnon，1966年10月24日—），美國男演員。知名於西部電視劇《西镇警魂》（2012年至2017年）、犯罪電視劇《冰血暴》第二季（2015年）和科幻電視劇《西方極樂園》第二季（2018年），以及在漫威電影宇宙飾演威廉·洛佩茲（William Lopez）一角。

## 早期生活
扎恩·麥克拉農出生於科羅拉多州丹佛。母親是漢克帕帕拉科塔族，父親是愛爾蘭裔。他成長於蒙大拿州布朗宁附近，他的父親在那的冰河國家公園為美国国家公园管理局工作。他經常拜訪母親長大的黑腳印地安人保留地，並在週末與外祖父母住在一起、長期於此地停留。他的母親住在南达科他州的玫瑰花蕾印第安人保留地。當他的父親為了工作而搬到内布拉斯加州奥马哈時，全家住在喬斯林城堡和鄧迪街區。
麥克拉農表示，他在內布拉斯加州、南達科他州、北達科他州、明尼蘇達州、懷俄明州和蒙大拿州長大。他還有個雙胞胎兄弟。麥克拉農描述他的童年為「坎坷」。
1986年，麥克拉農從奧馬哈中央高中畢業，他說戲劇老師佩姬·斯托姆斯（Peggy Stommes）對自己影響甚大。

## 個人生活
麥克拉農的名字是為了紀念他的曾曾曾祖叔法蘭克·「法蘭西斯」·B·扎恩（Frank "Frances" B. Zahn），是位藝術家，也是立岩印第安人保留地的拉科塔長老。麥克拉農的中間名大致意為「第一個來的」。
2017年底，麥克拉農在家中摔倒，造成腦部受傷，需要住院治療。導致他正在拍的《西方極樂園》短暫停工。

## 外部連結
- 扎恩·麥克拉農在互联网电影资料库（IMDb）上的資料（英文）